# Blop!
Blop!, es una banda electropop formada por Mariana Binder (voz, teclados y quena) y Ezequiel Calvo (guitarras, bajo, y programación). En 2016 la banda obtuvo el premio Reina del Plata en la terna Electropop.

## Trayectoria

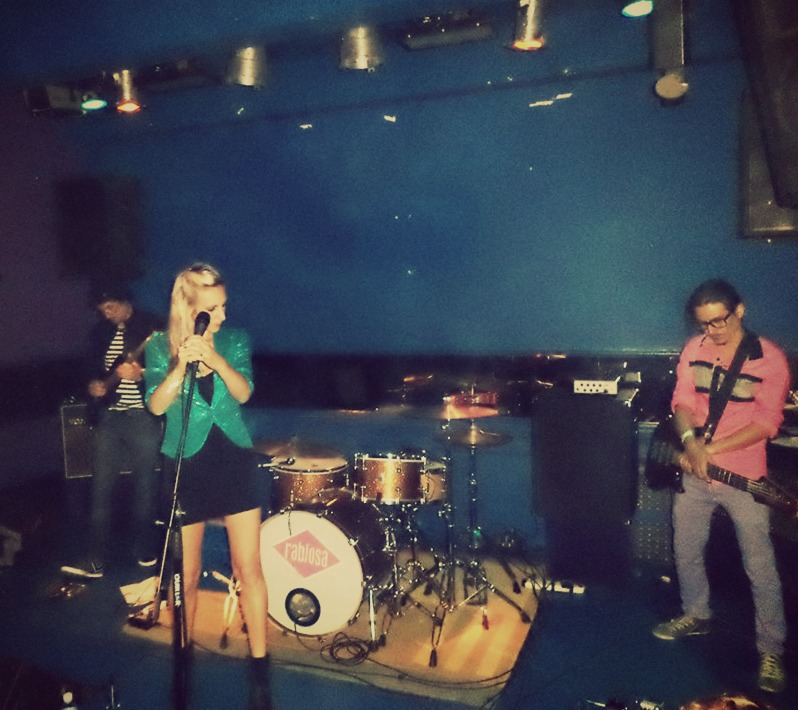

La banda es oriunda de Tandil, en la provincia de Buenos Aires, Argentina, y su nombre hace referencia a una burbuja que explota, como el surgimiento de un nuevo pop, con reminiscencias del post punk /  new wave.
En mayo de 2013 fueron seleccionados de entre más de 1000 postulantes para formar parte del Rock BA, presentándose en La Trastienda Club. Ese mismo año, Blop! se encontraba terminando lo que sería su primer disco, que vio la luz en septiembre de 2013 de la mano del sello discográfico asociado a Universal Music Publishing, lo que permitió la distribución digital del disco en iTunes y Amazon. En noviembre de 2014 estuvieron nominados en la categoría Banda Federal de los Premios Zero a cargo de la Revista Zero de la ciudad de Mendoza
En octubre de 2015 presentaron, el segundo álbum de estudio.

## Discografía de Blop!
Álbumes de Estudio
- 2013: Contacto[6]
- 2015: Adn

Simples
- 2014: Blop Blop Blop (The remix)
- 2015: Reina de tu suerte

EP
- 2016: Simple visions-Vol 1

## Premios y nominaciones
| Año  | Premio                 | Categoría                                                                                      | Resultado  |
| ---- | ---------------------- | ---------------------------------------------------------------------------------------------- | ---------- |
| 2014 | Premios Zero           | Banda Federal                                                                                  | Nominados  |
| 2014 | Premios Gardel         | Mejor Álbum Nuevo Artista Pop, Mejor Diseño de Portada, Canción del Año, Mejor Álbum Grupo Pop | Postulados |
| 2016 | Premio Reina del Plata | Ganador Banda Electropop                                                                       | [ 1 ]      |